# لويس زيبالوس
لويس زيبالوس (بالإسبانية: Luis Zeballos)‏ هو لاعب كرة قدم أرجنتيني في مركز الوسط، ولد في 3 مارس 1985 في مدينة لوس بولفورينيس في الأرجنتين. لعب مع لوس أنديس.

## وصلات خارجية
- لويس زيبالوس على موقع قاعدة بيانات كرة القدم.إي يو (الإنجليزية)
- لويس زيبالوس على موقع Soccerway.com (الإنجليزية)